# Песчаное (Сумский городской совет)
Песчаное (укр. Піщане) — село,
Песчанский сельский совет,
Сумский городской совет,
Сумская область,
Украина.
Код КОАТУУ — 5910191501. Население по переписи 2001 года составляло 1734 человека .
Является административным центром Песчанского сельского совета, в который, кроме того, входят сёла
Верхнее Песчаное,
Житейское,
Загорское,
Кирияковщина и
Трофименково.

## Географическое положение
Село Песчаное находится на правом берегу реки Олешня,
выше по течению на расстоянии 0,5 км расположено село Стецковка (Сумский район),
на противоположном берегу — село Житейское.
Около села расположено озеро Торфяное.

## Экономика
- Свинотоварная ферма.

## Достопримечательности
- Братская могила советских воинов.